# Уммаев, Мухажир Магометгериевич
Мухажир Магометгериевич Уммаев (1922—1948) — старший лейтенант Советской Армии, участник Великой Отечественной войны, Герой Советского Союза (1990).

## Биография
Мухажир Уммаев родился в 1922 году в селе Верхняя Балкария (Кабардино-Балкария). По национальности балкарец. Окончил педагогическое училище. В 1941 году Уммаев был призван на службу в Рабоче-крестьянскую Красную Армию. В том же году он окончил Новосибирское пехотное училище. С июля 1942 года — на фронтах Великой Отечественной войны. К апрелю 1944 года старший лейтенант Мухажир Уммаев командовал стрелковой ротой 179-го гвардейского стрелкового полка 59-й гвардейской стрелковой дивизии 6-й армии 3-го Украинского фронта. Отличился во время освобождения Одессы.
10 апреля 1944 года в бою на подступах к Одессе, несмотря на массированный вражеский огонь, Уммаев поднял свою роту в атаку. В том бою рота уничтожила более 200 солдат и офицеров противника (более 10 уничтожил лично Уммаев), а также взяла в плен ещё 18. За этот бой Уммаев был представлен к званию Героя Советского Союза, однако представление реализовано не было.
Окончил курсы усовершенствования командного состава. В декабре 1946 года Уммаев был уволен в запас. Уехал в Казахстан, куда была депортирована его семья. Жил в совхозе имени Кирова Чимкентской области Казахской ССР. Умер от полученных на фронте ран 17 февраля 1948 года. Похоронен в селе Асыката Мактааральского района Южно-Казахстанской области Казахстана.
Указом Президента СССР от 5 мая 1990 года за «мужество и отвагу, проявленные в период Великой Отечественной войны 1941—1945 годов», старший лейтенант Мухажир Уммаев посмертно был удостоен высокого звания Героя Советского Союза. Также был награждён орденами Красного Знамени, Александра Невского, Отечественной войны 1-й степени, рядом медалей.